# Superliga de Suiza 2021-22
La Superliga de Suiza 2021-22 por motivos de patrocinio Credit Suisse Super League es la 125.ª temporada de la Superliga de Suiza, la máxima categoría del fútbol profesional en Suiza. El torneo comenzó el 24 de julio de 2021 y finalizó el 22 de mayo de 2022. 
El Young Boys es el campeón defensor tras ganar el decimoquinto título de su historia y cuarto consecutivo la temporada pasada.

## Formato
Los diez equipos participantes jugarán entre sí todos contra todos cuatro veces totalizando 36 partidos cada uno, al término de la fecha 36 el primer clasificado obtendrá un cupo para la Segunda ronda de la Liga de Campeones 2022-23, mientras que el segundo y tercer clasificado obtendrán un cupo para la Segunda ronda de la Liga Europa Conferencia 2022-23. Por otro lado el último clasificado descenderá a la Challenge League 2022-23, mientras que el noveno clasificado jugará el Play-off de relegación contra el subcampeón clasificado de la Challenge League 2021-22 para determinar cual de los dos jugará en la Superliga 2022-23.
Un tercer cupo para la Primera ronda de la Liga Europa Conferencia 2022-23 será asignado al campeón de la Copa de Suiza.

## Ascensos y descensos
| Pos. | Descendidos de Superliga de Suiza 2020-21 |
| ---- | ----------------------------------------- |
| 10.º | FC Vaduz                                  |

| Pos. | Ascendidos de Challenge League 2020-21 |
| ---- | -------------------------------------- |
| 1.º  | Grasshopper                            |

## Equipos participantes
| Club             | Ciudad   | Estadio                      | Capacidad |
| ---------------- | -------- | ---------------------------- | --------- |
| Grasshopper      | Zúrich   | Stadion Letzigrund           | 25 000    |
| FC Basilea       | Basilea  | St. Jakob-Park               | 37 994    |
| FC Lausana-Sport | Lausana  | Stade de la Tuilière         | 12 000    |
| FC Lucerna       | Lucerna  | Swisspor Arena               | 16 490    |
| FC Lugano        | Lugano   | Stadio Comunale di Cornaredo | 6 390     |
| Servette FC      | Ginebra  | Stade De Geneve              | 30 084    |
| FC Sion          | Sion     | Stade de Tourbillon          | 14 283    |
| FC St. Gallen    | San Galo | Kybunpark                    | 19 456    |
| BSC Young Boys   | Berna    | Stadion Wankdorf             | 31 789    |
| FC Zürich        | Zúrich   | Stadion Letzigrund           | 26 104    |

## Tabla de posiciones
| Pos. | Equipo             | Pts. | PJ | G  | E  | P  | GF | GC | Dif. | Clasificación o descenso                            |
| ---- | ------------------ | ---- | -- | -- | -- | -- | -- | -- | ---- | --------------------------------------------------- |
| 1    | Zürich (C)         | 76   | 36 | 23 | 7  | 6  | 78 | 46 | +32  | Segunda ronda de la Liga de Campeones 2022-23       |
| 2    | Basilea            | 62   | 36 | 15 | 17 | 4  | 70 | 41 | +29  | Segunda ronda de la Liga Europa Conferencia 2022-23 |
| 3    | Young Boys         | 60   | 36 | 16 | 12 | 8  | 80 | 50 | +30  | Segunda ronda de la Liga Europa Conferencia 2022-23 |
| 4    | Lugano             | 54   | 36 | 16 | 6  | 14 | 50 | 54 | −4   | Tercera ronda de la Liga Europa Conferencia 2022-23 |
| 5    | St. Gallen         | 50   | 36 | 14 | 8  | 14 | 68 | 63 | +5   |                                                     |
| 6    | Servette           | 44   | 36 | 12 | 8  | 16 | 50 | 66 | −16  |                                                     |
| 7    | Sion               | 41   | 36 | 11 | 8  | 17 | 46 | 67 | −21  |                                                     |
| 8    | Grasshopper        | 40   | 36 | 9  | 13 | 14 | 54 | 58 | −4   |                                                     |
| 9    | Lucerna            | 40   | 36 | 9  | 13 | 14 | 52 | 64 | −12  | Playoffs Ascenso-descenso                           |
| 10   | Lausanne-Sport (D) | 22   | 36 | 4  | 10 | 22 | 37 | 76 | −39  | Descenso a la Challenge League 2022-23              |

 Fuente: Swiss Super League
Criterios de clasificación: 1) Puntos; 2) Diferencia de goles; 3) Goles marcados; 4) Diferencia de goles en cabeza a cabeza; 5) Goles de visitante marcados; 6) Sorteo.
Notas:
1. ↑  Lugano se clasificó para la tercera ronda de clasificación de la Europa Conference League como ganador de la Copa de Suiza 2021-22

## Resultados
| Local \ Visitante | BAS | GRA | LAU | LUG | LUZ | SER | SIO | StG | YB  | ZÜR |
| ----------------- | --- | --- | --- | --- | --- | --- | --- | --- | --- | --- |
| Basilea           | —   | 2–2 | 1–1 | 2–0 | 1–1 | 5–1 | 6–1 | 0–1 | 1–1 | 3–1 |
| Grasshopper       | 0–2 | —   | 3–1 | 0–1 | 1–1 | 1–1 | 3–1 | 5–2 | 1–1 | 3–3 |
| Lausanne-Sport    | 2–2 | 3–1 | —   | 0–2 | 1–1 | 0–3 | 1–1 | 1–2 | 1–6 | 1–3 |
| Lugano            | 1–1 | 1–1 | 2–0 | —   | 3–1 | 2–1 | 2–0 | 2–1 | 0–5 | 0–2 |
| Lucerna           | 1–3 | 1–1 | 1–1 | 2–3 | —   | 0–2 | 0–1 | 2–0 | 3–4 | 1–3 |
| Servette          | 2–2 | 3–2 | 1–1 | 0–2 | 4–1 | —   | 1–2 | 5–1 | 0–6 | 1–2 |
| Sion              | 0–1 | 1–3 | 2–0 | 3–2 | 1–1 | 1–2 | —   | 3–1 | 1–0 | 0–1 |
| St. Gallen        | 0–2 | 0–4 | 0–1 | 1–1 | 2–2 | 2–1 | 1–1 | —   | 3–1 | 3–3 |
| Young Boys        | 1–1 | 0–0 | 3–2 | 3–1 | 1–1 | 1–2 | 4–3 | 2–1 | —   | 4–0 |
| Zürich            | 3–3 | 2–1 | 3–1 | 1–0 | 4–0 | 2–2 | 6–2 | 3–1 | 1–0 | —   |

| Local \ Visitante | BAS | GRA | LAU | LUG | LUZ | SER | SIO | StG | YB  | ZÜR |
| ----------------- | --- | --- | --- | --- | --- | --- | --- | --- | --- | --- |
| Basilea           | —   | 1–1 | 3–0 | 2–1 | 3–0 | 2–0 | 3–3 | 2–2 | 2–2 | 0–2 |
| Grasshopper       | 2–4 | —   | 3–1 | 1–2 | 2–2 | 2–4 | 0–1 | 3–2 | 2–2 | 1–3 |
| Lausanne-Sport    | 0–0 | 0–2 | —   | 4–1 | 1–2 | 4–1 | 1–2 | 1–5 | 2–2 | 0–2 |
| Lugano            | 0–2 | 1–1 | 3–1 | —   | 2–1 | 2–0 | 1–3 | 0–2 | 3–1 | 2–1 |
| Lucerna           | 0–3 | 1–0 | 3–0 | 2–2 | —   | 4–0 | 1–0 | 3–2 | 2–2 | 0–2 |
| Servette          | 0–0 | 0–1 | 1–0 | 2–2 | 1–1 | —   | 2–1 | 0–2 | 1–0 | 1–0 |
| Sion              | 0–0 | 2–0 | 1–0 | 0–3 | 1–3 | 3–3 | —   | 0–3 | 1–2 | 1–1 |
| St. Gallen        | 2–2 | 2–0 | 4–0 | 3–0 | 3–2 | 5–1 | 1–1 | —   | 3–3 | 1–2 |
| Young Boys        | 3–1 | 3–0 | 2–2 | 1–0 | 2–2 | 3–1 | 3–1 | 4–1 | —   | 1–2 |
| Zürich            | 4–2 | 1–1 | 2–2 | 3–0 | 2–3 | 1–0 | 5–1 | 0–3 | 2–1 | —   |

## Playoffs Ascenso-descenso
El equipo en noveno lugar de la Superliga suiza 2021-22 jugó contra el subcampeón de la Challenge League 2021-22. Los juegos se llevaron a cabo el 26 y 29 de mayo de 2022.
| 26 de mayo de 2022 | FC Schaffhausen              | 2–2     | FC Lucerna                     | Wefox Arena, Schaffhausen,                            |                                                       |
|                    | Bobadilla 14' · Del Toro 71' | Reporte | Schulz 4' (pen.) · Jashari 53' | Asistencia: 8,143 espectadores Árbitro(s): Fedayi San | Asistencia: 8,143 espectadores Árbitro(s): Fedayi San |

| 29 de mayo de 2022 | FC Lucerna                      | 2–0     | FC Schaffhausen | Swissporarena, Lucerna,                                    |                                                            |
|                    | Schulz 20' (pen.) · Ugrinic 70' | Reporte |                 | Asistencia: 15,500 espectadores Árbitro(s): Sandro Schärer | Asistencia: 15,500 espectadores Árbitro(s): Sandro Schärer |

FC Lucerna se mantiene en la Superliga, venció 4–2 en el global.

## Goleadores
- Actualización final el 22 de mayo de 2022

| Pos | Jugador             | Club              | Goles |
| --- | ------------------- | ----------------- | ----- |
| 1   | Jordan Pefok        | BSC Young Boys    | 22    |
| 2   | Assan Ceesay        | FC Zürich         | 20    |
| 3   | Kwadwo Duah         | FC St. Gallen     | 15    |
| 4   | Arthur Cabral       | FC Basilea        | 14    |
| 5   | Antonio Marchesano  | FC Zürich         | 13    |
| 6   | Wilfried Kanga      | BSC Young Boys    | 12    |
| 6   | Zeki Amdouni        | FC Lausanne-Sport | 12    |
| 8   | Kastriot Imeri      | Servette FC       | 11    |
| 8   | Christian Fassnacht | BSC Young Boys    | 11    |
| 8   | Filip Stojilkovic   | FC Sion           | 11    |

## Challenge League

### Estadios y localización
| Club                    | Ciudad            | Estadio                        | Capacidad |
| ----------------------- | ----------------- | ------------------------------ | --------- |
| FC Aarau                | Aarau             | Stadion Brügglifeld            | 8,000     |
| SC Kriens               | Kriens            | Stadion Kleinfeld              | 5,360     |
| FC Stade Lausanne-Ouchy | Lausanne          | Stade Olympique de la Pontaise | 15,850    |
| Neuchâtel Xamax FCS     | Neuchâtel         | Stade de la Maladière          | 11,997    |
| FC Schaffhausen         | Schaffhausen      | Wefox Arena Schaffhausen       | 8,200     |
| FC Thun                 | Thun              | Stockhorn Arena                | 10,014    |
| FC Vaduz                | Vaduz             | Rheinpark Stadion              | 7,584     |
| FC Wil 1900             | Wil               | Stadion Bergholz               | 6,958     |
| FC Winterthur           | Winterthur        | Stadion Schützenwiese          | 9,400     |
| Yverdon-Sport FC        | Yverdon-les-Bains | Stade Municipal Yverdon        | 6,600     |

### Tabla de posiciones
| Pos. | Equipo          | Pts. | PJ | G  | E  | P  | GF | GC | Dif. | Ascenso o descenso                                  |
| ---- | --------------- | ---- | -- | -- | -- | -- | -- | -- | ---- | --------------------------------------------------- |
| 1    | Winterthur (C)  | 65   | 36 | 18 | 11 | 7  | 76 | 45 | +31  | Ascenso a Superliga de Suiza 2022-23                |
| 2    | Schaffhausen    | 65   | 36 | 19 | 8  | 9  | 73 | 49 | +24  | Playoffs Ascenso-descenso                           |
| 3    | Aarau           | 65   | 36 | 20 | 5  | 11 | 67 | 47 | +20  |                                                     |
| 4    | Vaduz           | 60   | 36 | 18 | 6  | 12 | 68 | 58 | +10  | Segunda ronda de la Liga Europa Conferencia 2022-23 |
| 5    | Thun            | 56   | 36 | 17 | 5  | 14 | 62 | 57 | +5   |                                                     |
| 6    | Neuchâtel Xamax | 50   | 36 | 14 | 8  | 14 | 56 | 54 | +2   |                                                     |
| 7    | Lausanne-Ouchy  | 44   | 36 | 12 | 8  | 16 | 46 | 50 | −4   |                                                     |
| 8    | Yverdon         | 44   | 36 | 11 | 11 | 14 | 44 | 52 | −8   |                                                     |
| 9    | Wil             | 41   | 36 | 11 | 8  | 17 | 68 | 80 | −12  |                                                     |
| 10   | Kriens          | 13   | 36 | 3  | 4  | 29 | 25 | 93 | −68  | Descenso a Swiss Promotion League                   |

 Fuente: Swiss Challenge League
Criterios de clasificación: 1) Puntos; 2) Diferencia de goles; 3) Goles marcados; 4) Diferencia de goles en cabeza a cabeza; 5) Goles de visitante marcados; 6) Sorteo.
Notas:
1. ↑  FC Vaduz se clasificó para la segunda ronda de clasificación de la Europa Conference League al ganar la Copa de Liechtenstein de 2021-22.